# Villa Bittner

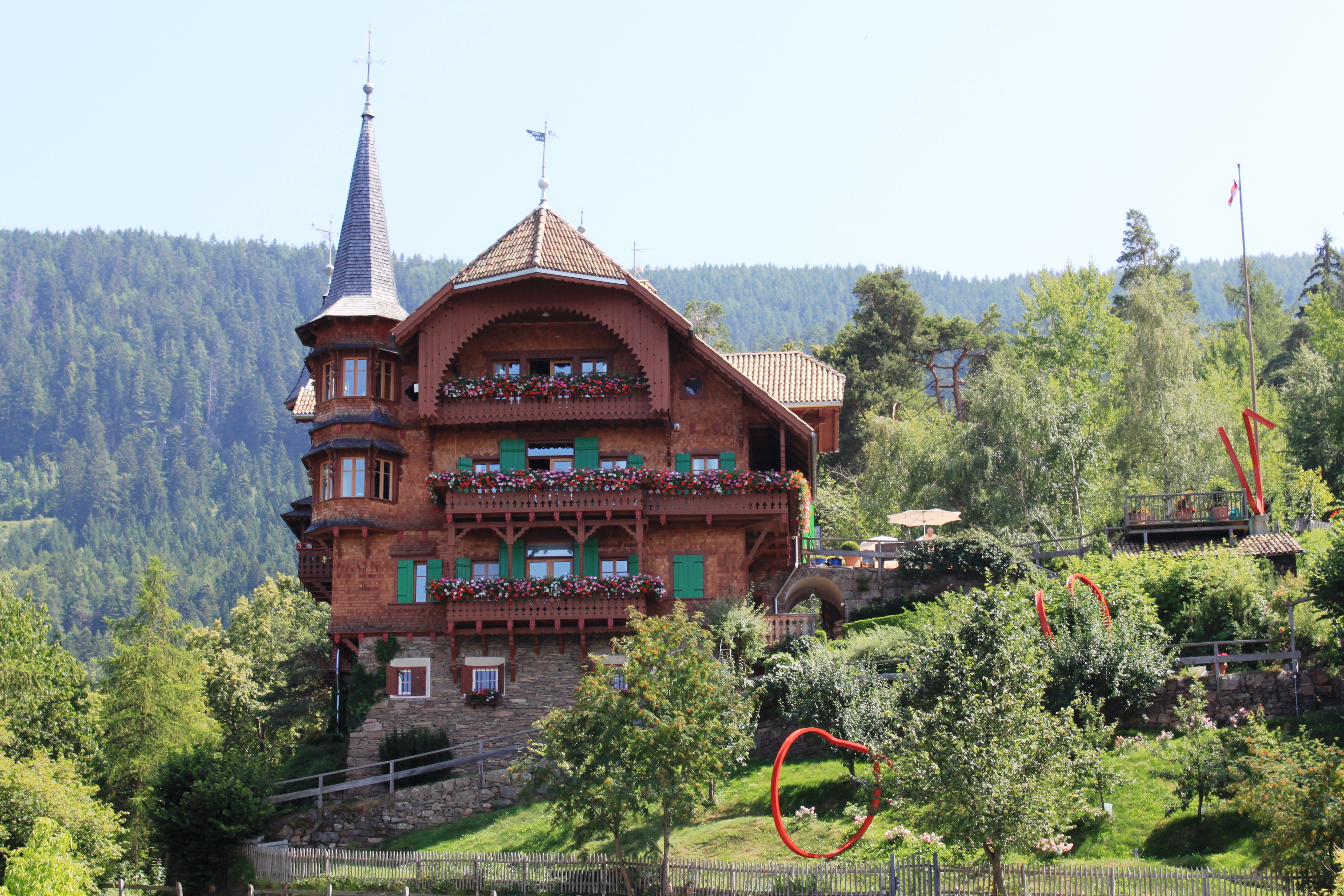
Die Villa Bittner in Kohlern (2013)

Die Villa Bittner (auch: Villa Degischer) ist ein unter Denkmalschutz stehendes Sommerfrischhaus im Heimatstil in Kohlern, einem Ortsteil von Bozen. Sie wurde 1896 vom Stadtbaumeister Johann Bittner als privates Ferienhaus für sich und seine Familie errichtet.
Das aus einem gemauerten Erdgeschoss und drei darüber liegenden Holzgeschossen bestehende Gebäude besticht durch seine für den Heimatstil typischen Merkmale: Türmchen, Erker, ein bewegtes Dach sowie reiche Holzverzierungen. Auch das Innere ist aufwendig gestaltet, mit Schnitzereien, Wandinschriften und Dekorationsmalereien. Die originale Raumaufteilung ist bis heute erhalten.
Bittner nutzte das Haus als persönlichen Rückzugsort abseits des städtischen Lebens. Die Villa ist eines der frühesten erhaltenen Beispiele für den Heimatstil in der Umgebung von Bozen und ein bedeutendes Zeugnis der alpinen Baukultur um 1900.
Neben der Villa Bittner schuf Johann Bittner auch weitere sommerliche Landresidenzen, darunter die Villa Schmid-Oberrautner in der Fagenstraße und die Villa Egger-Rahmer in der Guntschnastraße. Diese Villen zeichnen sich ebenso durch ihre detailreiche Fassadengestaltung, handwerkliche Holzarchitektur und eine malerische Einbettung in die Landschaft aus.
Der Heimatstil, dem Bittner vielfach verpflichtet war, entstand um 1900 als Gegenbewegung zur Industrialisierung und griff regionale Bautraditionen sowie Handwerkskunst auf. In Tirol und insbesondere in der Umgebung von Bozen verbreitete sich dieser Stil im gehobenen Villenbau der Jahrhundertwende.